# Yoshitomi (Fukuoka)
Yoshitomi (jap. 吉富町 Yoshitomi-machi) ist eine Stadt im Chikujō-gun in der Präfektur Fukuoka, Japan.

## Geschichte
Am 1. Mai 1896 wurde das Mura Takahama (高浜村, -mura) in das Mura Higashiyoshitomi (東吉富村, -mura) eingemeindet. Die Ernennung zur Machi Yoshitomi erfolgte am 19. Mai 1942.

## Verkehr
- Zug:
  - JR Nippō-Hauptlinie

## Angrenzende Städte und Gemeinden
- Präfektur Fukuoka
  - Buzen
  - Kōge
- Präfektur Ōita
  - Nakatsu